# Thomas Sturge Moore
Thomas Sturge Moore (Hastings, 4 marzo 1870 – 18 luglio 1944) è stato un poeta inglese.
Autore di raffinate raccolte poetiche di ambientazione arcadica e mitologica, Il vignaiolo (The vinedresser, 1899), Poemi (Poems, 1931 -1933), fu anche eccellente illustratore di libri e apprezzato critico d'arte.

## Opere
- Two Poems, 1893
- The Vinedresser and Other Poems, 1899
- Aphrodite against Artemis, 1906
- Art and Life, 1910
- Judith, 1916
- The Powers of the Air, 1920
- Medea, 1920
- Psyche in Hades, 1927
- Amour for Aphrodite, 1929
- Niobe, 1930